# Četrtna skupnost Golovec
Četrtna skupnost Golovec je ožja enota Mestne občine Ljubljana, ki zajema ljubljanske vzhodne oz. jugovzhodne predmestne četrti (blokovsko Štepanjsko naselje) in donedavna podeželska naselja severno od hriba Golovec (Štepanja vas, Zgornja in Spodnja Hrušica, Bizovik in stare Fužine na desnem bregu Ljubljanice, ki je severna meja ČS Golovec, zahodna pa Gruberjev prekop). Na vzhodu meji na ČS Sostro, na severu in severozahodu na četrtno skupnost Moste, na zahodu na ČS Center in na jugu (po slemenu Golovca) na četrtno skupnost Rudnik. Meri 827 ha in ima 12.199 prebivalcev (2020).